# خوشاب (تشناران)
خوشاب (بالفارسية: خوشاب) هي قرية تقع في قسم غلمكان الريفي (مقاطعة تشناران) في إيران.